# Fórmula Regional

Logotipo da Fórmula Regional

Fórmula Regional (FR) é uma categoria de monopostos aprovado pela Federação Internacional de Automobilismo (FIA) para campeonatos regionais certificados de Fórmula 3 com o conceito sendo aprovado durante a reunião do Conselho Mundial de Automobilismo da FIA em dezembro de 2017. A primeira categoria sob os novos regulamentos foi lançada na Ásia e na América do Norte em 2018, seguida pela contraparte Europeia em 2019 e Japonesa em 2020. Este degrau da escada do Caminho Global da FIA serve para fechar a lacuna de desempenho entre a Fórmula 4 (160 cv) e o Campeonato de Fórmula 3 global (380 cv), sendo alimentado por motores de 270 cv. Em 13 de dezembro, foi anunciado que a Toyota Racing Series seria rebatizada como Campeonato de Fórmula Regional da Oceania.